# Vinland (Wisconsin)
Vinland es un pueblo ubicado en el condado de Winnebago en el estado estadounidense de Wisconsin. En el Censo de 2010 tenía una población de 1765 habitantes y una densidad poblacional de 18,8 personas por km².

## Geografía
Vinland se encuentra ubicado en las coordenadas 44°7′6″N 88°32′18″O / 44.11833, -88.53833. Según la Oficina del Censo de los Estados Unidos, Vinland tiene una superficie total de 93,89 km², de la cual 74,09 km² corresponden a tierra firme y  19,81 (21,1%) km² son agua.

## Demografía
Según el censo de 2010, había 1765 personas residiendo en Vinland. La densidad de población era de 18,8 hab./km². De los 1765 habitantes, el 98,47% blancos, el 0% eran afroamericanos, el 0,68% eran amerindios, el 0,28% eran asiáticos, el 0% eran isleños del Pacífico, el 0,17% eran de otras razas y el 0,4% pertenecían a dos o más razas. Del total de la población el 0,68% eran hispanos o latinos de cualquier raza.